# Jonathan Perry
Jonathan Perry (Hamilton, 22 de noviembre de 1976) es un exfutbolista de Nueva Zelanda que jugaba en la posición de defensa.

## Carrera

### Club
| Periodo   | Club             |
| --------- | ---------------- |
| 1993–1998 | Barnsley FC      |
| 1999      | Metro FC         |
| 1999–2003 | Football Kingz   |
| 2005–2007 | Auckland City FC |
| 2008–2009 | Waitakere United |

### Selección nacional
Perry jugó para Nueva Zelanda en 28 ocasiones de 1998 a 2002 y anotó 2 goles. Su último partido internacional fue en julio de 2002 ante Islas Salomón.
Participó en tres ediciones de la Copa de las Naciones de la OFC donde fue campeón en dos de ellas; además de participar en la Copa FIFA Confederaciones 1999.

## Logros

### Club
- Liga Nacional de Nueva Zelanda (2): 2005/06, 2006/07
- Liga de Campeones de la OFC (1): 2006

### Selección nacional
- Copa de las Naciones de la OFC (2): 1998, 2002